# Новичихинський район
Новичи́хинський район (рос. Новичихинский район) — район у складі Алтайського краю Російської Федерації.
Адміністративний центр — село Новичиха.

## Історія
Район утворений 1933 року шляхом виділення зі складу Поспіліхинського району. У період 1963-1966 роках район був ліквідований, територія входила до складу Поспіліхинського району.

## Населення
Населення — 8984 особи (2019; 9938 в 2010, 11558 у 2002).

## Адміністративний поділ
Район адміністративно поділяється на 7 сільських поселень (сільрад):
| Поселення                   | Площа, км² | Населення, осіб (2002) | Населення, осіб (2010) | Населення, осіб (2019) | Центр      | Населені пункти |
| --------------------------- | ---------- | ---------------------- | ---------------------- | ---------------------- | ---------- | --------------- |
| Долговська сільська рада    | 214,81     | 864                    | 712                    | 540                    | Долгово    | 2               |
| Лобаніхинська сільська рада | 142,86     | 677                    | 532                    | 467                    | Лобаніха   | 3               |
| Мельниковська сільська рада | 282,93     | 1327                   | 1073                   | 958                    | Мельниково | 2               |
| Новичихинська сільська рада | 312,60     | 4665                   | 4402                   | 4267                   | Новичиха   | 2               |
| Поломошенська сільська рада | 277,13     | 846                    | 646                    | 542                    | Поломошне  | 1               |
| Солоновська сільська рада   | 393,20     | 2126                   | 1742                   | 1503                   | Солоновка  | 5               |
| Токарьовська сільська рада  | 240,35     | 1053                   | 831                    | 707                    | Токарьово  | 1               |

2011 року ліквідовані Десятилітська сільська рада та Павловська сільська рада, їхні території увійшли до складу Солоновської сільради.

## Найбільші населені пункти
Нижче подано список населених пунктів з чисельністю населенням понад 1000 осіб:
| № | Населений пункт | Населення, осіб (2002) | Населення, осіб (2010) |
| - | --------------- | ---------------------- | ---------------------- |
| 1 | Новичиха        | 4495                   | 4284                   |